# Euptoieta nigrosignatus
Euptoieta nigrosignatus är en fjärilsart som beskrevs av Johann August Ephraim Goeze 1779. Euptoieta nigrosignatus ingår i släktet Euptoieta och familjen praktfjärilar. Inga underarter finns listade i Catalogue of Life.